# StarCraft: Ghost
StarCraft: Ghost – anulowana komputerowa gra akcji będąca połączeniem strzelanki z perspektywy trzeciej osoby i skradanki, umieszczonej w realiach science fiction. Była tworzona przez studio Blizzard Entertainment i Nihilistic Software, a następnie przez Swingin’ Ape Studios na konsole Xbox, PlayStation 2 oraz GameCube.
Gra została oficjalnie zapowiedziana 20 września 2002 roku. Początkowo rozwijana przez Nihilistic Software, jednak po wielu opóźnieniach daty premiery, produkcja trafiła w 2004 roku w ręce deweloperów studia Swingin’ Ape Studios, które następnie zostało wykupione przez Blizzarda. W 2006 roku rozwój gry został zawieszony na czas nieokreślony. Następnie przez wiele lat pojawiały się sprzeczne oświadczenia pracowników Blizzarda dotyczące rozwoju gry. Ostatecznie w 2014 roku prezes i CEO Blizzarda potwierdził, że StarCraft: Ghost został oficjalnie anulowany.
W przeciwieństwie do poprzedniej gry umieszczonej w tym samym uniwersum, strategii czasu rzeczywistego, StarCraft: Ghost miał być grą z perspektywy trzeciej osoby, co miało umożliwić graczom bliższe i bardziej osobiste spojrzenie na świat StarCraft. Główną bohaterką gry miała być Nova, terrańska agentka szkolona do zadań specjalnych w jednostce składającej się z ludzi obdarzonych mocami psionicznymi, zwanych duchami (ang. ghost – stąd podtytuł gry). Akcja gry miała być osadzona cztery lata po zakończeniu fabuły StarCraft: Brood War i miała opowiadać o tajemniczym projekcie wojskowym, przeprowadzanym przez przełożonych Novy w Dominium Terran.

## Fabuła

### Tło
Akcja StarCraft: Ghost miała rozgrywać się w odległej części galaktyki zwanej Sektorem Koprulu. Ziemscy wygnańcy z Ziemi znajdują się pod rządami totalitarnego imperium zwanego Dominium Terran, które aktywnie zwalcza kilka mniejszych grup rebeliantów. Rasa obcych, insektoidalne zergi, rozpoczynają inwazję na planety kontrolowane przez Ziemian. Z kolei protosi, enigmatyczna rasa z potężnymi mocami psionicznymi, podejmuje próbę wyeliminowania zergów. Ghost miał mieć miejsce cztery lata po zakończeniu StarCraft: Brood War, w którym zergi stały się dominującą siłą w sektorze, pozostawiając siły protosów i Dominium Terran w rozsypce. Gra miała opowiadać historię Novy, młodego ducha – obdarzonego zdolnościami psionicznymi człowieka szkolonego do zadań szpiegowskich – na usługach Dominium.

### Zarys fabuły i dodatkowe informacje
Fabuła gry miała mieć miejsce cztery lata po zakończeniu Brood War, czyli w 2503 roku. Pod rządami imperatora Arcturusa Mengska, Dominium Terran odbudowało wiele ze swojej dawnej siły oraz stworzyło nowe formacje wojskowe, pomimo obaw przed atakiem zergów. Mniejsze odłamy terran wypatrzyły w tym momencie okazję do przejęcia władzy, podczas gdy większe frakcje pozostawały rozproszone. Aby dodatkowo wzmocnić efektywność swojego wojska, Mengsk zainicjował sekretne badania pod kryptonimem „Projekt Ostrze Cienia”, które były prowadzone przez jego prawą rękę, generała Horacego Warfielda. Podczas projektu wykorzystywano technologię protosów. oraz eksperymentalny i potencjalnie śmiertelny gaz zwany terrazytem, który był używany w celu zwiększenia struktury genetycznej u psionicznych agentów Dominium. W wyniku projektu duchy przekształcają się w widma (ang. spectre), które opisywane są jako „mroczne nadludzkie istoty nastawione na wykonywanie woli ich prawdziwego mistrza”.
Głównym bohaterem gry miała być Nova, terrański duch (psioniczny agent szpieg) przydzielony do jednej z eskadr Dominium Terran, Eskadry Nova i pracujący dla pułkownika Jacksona Haulera w jego drużynie. Kiedyś była członkiem starej konfederackiej rodziny, jednak podczas szkolenia duchów jej pamięć została wymazana. Nova kończy swój trening i zostaje wysłana na niebezpieczną misję przeciwko Frontowi Wyzwolenia Koprulu, rebelianckiej grupie, która rzuciła wyzwanie imperium Mengska. Jednak misja doprowadza ją do odkrycia spisku, który obejmuje również „Projekt Ostrze Cienia”. Te rewelacje stawiają pod znakiem wątpliwości jej wierność wobec Dominium i mogą zakłócić równowagę sił w galaktyce. W wyniku tego Nova musi dokonać wyboru między jej lojalnością wobec Jacksona Haulera i Arcturusa Mengska.
Ponadto Blizzard podczas panelu na BlizzCon 2005 stwierdził, że Kerrigan zbierała swoje siły na Char i była wystarczająco silna, aby podbić cały sektor, Mengsk przebudował wojska Dominium z wykorzystaniem robotyki i poprzez kradzież technologii protosów oraz udało mu się odzyskać wiele światów, z kolei Artanis próbował połączyć dwie frakcje protosów, co było utrudnione, ponieważ wielu mrocznych templariuszy nienawidziło protosów, którzy wygnali ich z Aiur.
Mimo że gra została anulowana, to historia Novy została wydana w powieści pt. StarCraft Ghost: Nova autorstwa Keitha R.A. DeCandido. W zamierzeniu miała ona towarzyszyć wydaniu gry, jednak została opublikowana w listopadzie 2006 roku, gdy produkcja gry została już wstrzymana. W powieści Nova jest piętnastoletnią dziewczynką, córką jednej z rodzin rządzących w Konfederacji Terran, despotycznym rządzie przedstawionym w StarCraft. Konfederacja zostaje obalona przez rebeliantów, którzy w późniejszym czasie tworzą Dominium. Nova posiada znaczny potencjał psioniczny, jednak z powodu wpływu jej ojca nie bierze udziału w konfederackim programie szkolenia duchów. Gdy jej rodzina zostaje zamordowana przez rebeliantów, Nova traci kontrolę nad swoimi zdolnościami umysłowymi i przypadkowo zabija 300 osób wokół swojego domu. Następnie ucieka z domu, zostaje złapana i później pracuje dla szefa przestępczości zorganizowanej jako egzekutor i kat. Zostaje uratowana przez konfederackiego agenta, który bada jej zniknięcie podczas ataku rebeliantów na stolicę (Tarsonis), który przyczynił się do ostatecznego zniszczenia Konfederacji. W związku z tym Nova zostaje zwerbowana przez nowo powstałe Dominium Terran, które wymazało jej pamięć i rozpoczęło ją szkolić jako ducha.
W 2007 roku Robert Clotworthy stwierdził, że został zatrudniony jako głos Jima Raynora w grze. Natomiast na BlizzCon 2007 pojawiła się informacja, że nie przewiduje się aby ważniejsze postacie zergów i protosów odegrały rolę w Ghost. 24 grudnia 2012 roku scenarzysta Brian T. Kindregan ostatecznie ogłosił, że fabuła i wydarzenia związane z grą StarCraft: Ghost są niekanoniczne.

### Zarys kampanii
Zwiastun otwierający ukazuje oddziały piechoty Dominium Terran, które szturmują rafinerię gazu wespańskiego zainfekowaną przez zergów (w rzeczywistości rafinerię terrazytu) na Mar Sarze. Oddział prowadzi kapitan Bock, który wykazuje się swoją niekompetencją, odrzucając sugestię adiutanta, porucznika Haggsa na temat wysłania zwiadu, jak również próbuje anulować rozkaz dotyczący przysłania trzech promów z posiłkami. Siły Bocka szybko wpadają w zasadzkę zergów. W obliczu klęski kapitan zmienia zdanie i prosi o każde możliwe wsparcie, w tym wspomniane trzy promy, z których jeden przewozi Novę i oddział specjalny. Dwa promy zostają zestrzelone przez powietrzne jednostki zergów, jednak trzeci bezpiecznie ląduje i dostarcza na miejsce oddział specjalny oraz Novę.

## Rozgrywka

### Gra jednoosobowa (kampania)
Celem gracza w StarCraft: Ghost miało być osiąganie różnorodnych celów kampanii, jednocześnie pozostając przy tym niewykrytym. W tym celu postać kierowana przez gracza, agentka Nova, musiała umiejętnie korzystać z cienia oraz ciemności, jak również mogła skorzystać z urządzenia maskującego, dającego tymczasową niewidzialność. Niektórzy oponenci mieli mieć możliwość wykrycia jej, nawet gdy korzystała z maskowania, za pomocą specjalnych urządzeń lub umiejętności. W przypadku wykrycia, przeciwnicy rozpoczynaliby polowanie na nią, rozstawiając pułapki lub strzelając na ślepo w celu zniwelowania urządzenia maskującego ducha.
Ponadto gracz miał rozwiązywać proste zagadki w niektórych częściach gry w celu ominięcia zabezpieczeń „zamków”. Przykładowo w celu ominięcia zabezpieczeń zergów, energia psi Novy musiała pasować z kodem systemu, a gracz miał wypracować wzorce fal o odpowiednim kolorze do symulacji tego.
Nova miała być bardzo zwinną oraz akrobatyczną postacią, posiadającą szeroką gamę ruchów bojowych, takich jak zwisanie i wspinaczka po ścianach oraz zjazd w dół na tyrolce. Ponadto StarCraft: Ghost miał zawierać kompleksowy system walki, dzięki któremu Nova mogła angażować się w walkę wręcz i wykorzystywać odpowiednie umiejętności, aby w cichy sposób wyeliminowywać wrogie zagrożenia. Przykładowo mogła wykorzystać specjalne techniki, takie jak „dangle snipe”, podczas której wisiała zaczepiona nogami na rurach lub drutach i w tym samym momencie strzelała do przeciwnika lub dokonywać błyskawicznych zabójczych ataków z ukrycia. Nova mogła również zainicjować ciche zabójstwa, podczas których łamała oponentom karki. Ponadto gracz mógł używać różnych kombinacji przycisków przy różnych przeciwnikach. Nova mogła nawet zabić przeciwnika poprzez włożenie granatu pod hełm i zamknięcie go tam.
Ponadto StarCraft: Ghost miał zawierać różnorodne jednostki, które pojawiły się wcześniej w StarCraft i Brood War. Niektóre pojazdy, takie jak krążowniki i myśliwce miały odgrywać jedynie rolę wsparcia; Nova mogła nakazać im ostrzał wrogich celów. Podczas gdy inne, m.in. pojazdy zwiadowcze sęp (ang. vulture), samochody wsparcia stinger i czołgi oblężnicze (ang. siege tank) mogły być bezpośrednio kontrolowane przez gracza.
Blizzard planował dać dostęp Novie do niewielkiego arsenału broni, w skład którego miały wchodzić karabiny automatyczne, snajperskie, strzelby i miotacze ognia oraz granaty. Dodatkowo mogła ona korzystać ze specjalnych botów, które mogły zostać użyte do rozpoznania, rozproszenia wrogów czy niszczenia danych celów. Ponadto Nova mogła czasem używać ostrza psionicznego, broni do walki wręcz zaprojektowanej przy użyciu technologii protosów. Miała być również wyposażona w gogle termowizyjne i specjalne urządzenie EMP, wykorzystywane do tymczasowego wyłączania urządzeń elektronicznych i pojazdów.
W serii misji gracz miał dostęp do specjalnych zdolności psionicznych Novy, szlifowanych podczas szkolenia duchów. Wówczas Blizzard nie ustalił ile łącznie będzie specjalnych umiejętności, lecz prasa podawała, że „około 22”. Wśród nich miało znaleźć: ukrywanie się, „psioniczny wzrok” pozwalający na wykrywanie prawie wszystkiego, co emanuje ciepłem (w tym świeżych śladów, jednostek stacjonujących za murami i celów mechanicznych) oraz „psioniczna szybkość”, czyli czterokrotne zwiększenie szybkości i refleksu.

### Gra wieloosobowa
Tryb gry wieloosobowej w StarCraft: Ghost różnił się od mechaniki opartej na ukrywaniu się, wykorzystanej w rozgrywce jednoosobowej. Jego celem było danie graczowi osobistego widoku na bitwy z gier strategicznych z serii StarCraft. W związku z powyższym gra wieloosobowa w Ghost była skupiona wokół rozgrywki zespołowej i walce w różnorodnych trybach gry. Ghost miał łączyć tradycyjne tryby gry wieloosobowej, takie jak deathmatch, team deathmatch, capture the flag, king of the hill oraz capture the base, jak również wprowadzić dwa tryby gry przeznaczone specjalnie dla uniwersum StarCrafta.
We wszystkich zespołowych trybach gry, drużyny miały mieć dostęp do czterech klas jednostek (po stronie terran): lekkiej piechoty, marine, wypalacza (ang. firebat) i ducha. Ponadto duchy i lekka piechota mieli możliwość pilotowania pojazdów (marines i wypalacze nie mogli ze względu na wielkość pancerzy przez nich noszonych), w skład których wchodził pojazd zwiadowczy Vulture, pojazd wsparcia Stinger, czołg oblężniczy oraz myśliwiec bombardujący Grizzly. Z kolei po stronie zergów gracz miał do wyboru zerglinga, hydraliska, zainfekowanego terrana oraz mutaliska.
Pierwszym z trybów miał być „Capture the Base” znany również jako „Mobile Conflict”, który wymagał dwóch ośmioosobowych zespołów do walki o kontrolę nad pojedynczą terrańską, mobilną fabryką wojenną ze zdolnością lotu atmosferycznego. Obie drużyny musiały najpierw udać się do struktury, a następnie zlokalizować i przechwycić centralną sterownię, aby móc przemieścić ją do punktu startowego swojej drużyny. Kontrolę nad budowlą mogły przejąć jedynie jednostki piechoty, które miały również możliwość walczyć we wnętrzu fabryki. Gracze mieli dodatkowo do dyspozycji dwa myśliwce bombardujące Grizzly (po jednym na drużynę) oraz szereg innych pojazdów. Zwycięstwo po przejęciu bazy nie było automatyczne, ponieważ budowla musiała być broniona przez określony czas przed przechwyceniem przez drużynę przeciwną oraz znajdować się na ziemi. Walka odbywać się miała na planecie Mar Sara.
Kolejnym unikalnym trybem gry miał być „Invasion”, podczas którego dwa zespoły (czerwony i niebieski) próbowały przejąć kontrolę nad węzłami zasobów mineralnych w celu zdobycia punktów oraz zakupu mocniejszych jednostek piechoty i pojazdów, które mogłyby zostać wykorzystane do zniszczenia wrogiej bazy. Punkty można było zyskać także za zabijanie wrogich jednostek. Przejęcie kontroli nad neutralnym węzłem wymagało obecności jednostki gracza w pobliżu danego punktu przez określony czas. Natomiast jeśli węzeł był już zajęty, to w takim przypadku najpierw musiał zostać zniszczony panel sterowania. Bazy drużyn były połączone siecią złączonych ze sobą węzłów zasobów. Każdy węzeł musiał zostać przejęty po kolei, aby umożliwić poległym postaciom odrodzenie się w punkcie, znajdującym się jak najbliżej linii frontu. Ten tryb gry zawierał również minimapę. Gracze mieli rozpoczynać grę jako jednostki najniższej rangi spośród dwóch ras: lekka piechota u terran i zerglingi u zergów. Uzyskanie dostępu do jednostek wyższej rangi wymagało wydania zdobytych wcześniej punktów: marine kosztował dwa punkty, Wypalacz trzy, a duch pięć, natomiast po stronie zergów hydralisk był wart jeden punkt, zainfekowany terran dwa, a mutalisk pięć. Z kolei odrodzenie postaci było darmowe. Co najmniej jeden scenariusz w trybie inwazji miał odbywać się na planecie Helios.
Gra wieloosobowa miała odbywać się w trybie online, poprzez usługę Xbox Live lub za pośrednictwem platformy Battle.net dla wersji na PlayStation 2. Gra nie miała posiadać żadnych botów SI, a wszystkie wersje gry wieloosobowej miały odbywać się na podzielonym ekranie. Natomiast, gdyby gra pojawiłaby się na PC, Blizzard planował stworzyć drabiny i system rankingowy online.

## Ścieżka dźwiękowa
Za ścieżkę dźwiękową do StarCraft: Ghost był odpowiedzialny kompozytor Kevin Manthei, mający na koncie stworzenie muzyki do wielu filmów i seriali telewizyjnych (Mega Spider-Man, Xiaolin – pojedynek mistrzów) oraz gier komputerowych (Panzer General II, Vampire The Masquerade: Redemption). Nie wiadomo ile utworów miało znaleźć się w grze, jednak część z nich została ukończona i udostępniona do odsłuchania przez Manthei'a na jego stronie internetowej. Poniższa lista zawiera siedem ukończonych utworów, trwających łącznie 16:18 minut:
| Nr | Tytuł utworu         | Długość |
| -- | -------------------- | ------- |
| 1. | „Ghost Main Title”   | 1:58    |
| 2. | „Aiur Puzzle”        | 2:37    |
| 3. | „Gehenna Stealth”    | 2:30    |
| 4. | „Hauler Boss”        | 1:35    |
| 5. | „Lurker Boss”        | 2:33    |
| 6. | „Mar Sara Combat 2”  | 2:32    |
| 7. | „Pinnacle Combat L1” | 2:33    |
|    |                      | 16:18   |

Mimo że gra została ostatecznie anulowana, Manthei w wywiadzie dla serwisu GameZone omówił jak miała prezentować się muzyka w Ghost. Stwierdził, że „muzyka nie miała lecieć stale, lecz miała być uruchamiana w różnych momentach gry. Jeśli postać zostałaby postrzelona to wtedy leciałaby muzyka bojowa. Natomiast gdy postać skradałaby się (...) w tym momencie gra miała uruchomić subtelną muzykę”. Ponadto powiedział, że „muzyka sama w sobie miała występować luźno względem różnych ras w grze. Cała ścieżka miała być jednoczącym i mrocznym dźwiękiem sci-fi. Jedna z ras miała mieć wiele zniekształconych heavymetalowych gitarowych riffów i mocno nieuporządkowanych uderzeń. Z kolei inna rasa miała posiadać muzykę o wiele bardziej czystą, bardziej orkiestrową”.

## Produkcja
Produkcję StarCraft: Ghost rozpoczęto w 2001 roku, a za jej rozwój odpowiadała firma Nihilistic Software. 20 września 2002 roku, Blizzard Entertainment podczas konferencji Tokyo Game Show oficjalnie zapowiedział produkcję gry. Nihilistic miał na celu wydanie gry na konsole Xbox, PlayStation 2 i GameCube pod koniec 2003 roku, co spotkało się z pozytywną reakcją prasy. Jednakże premiera gry była konsekwentnie opóźniana, a w trzecim kwartale (latem) 2004 roku Nihilistic przerwał pracę nad projektem, a cały zespół deweloperski masowo odszedł z firmy. W wyniku tej rezygnacji Blizzard stwierdził, że firma ukończyła swoje zadania, które zostały zakontraktowane oraz zapewnił klientów, że gra zostanie dostarczona na czas.
W lipcu 2004 Blizzard Entertainment kontynuował prace nad grą wspólnie z firmą Swingin’ Ape Studios, którą wykupił w maju 2005 roku. Pomimo oczekiwania na grę przez dziennikarzy branżowych, Ghost znów został opóźniony, a jego data premiery przesunięta na wrzesień 2005. Podczas targów E3 2005 gra ponownie została oficjalnie zapowiedziana, jednak Swingin' Ape Studios zrezygnowało z rozwoju gry na konsolę GameCube ze względu na brak wsparcia online dla tej platformy. Firma nadal kontynuowała prace nad Ghostem, jednak mimo wysiłków załogi wydanie gry ponownie zostało opóźnione, tym razem do 2006 roku. W marcu lub kwietniu 2006 roku Blizzard postanowił ostatecznie zawiesić produkcję gry na czas nieokreślony, z kolei Swingin' Ape miało skupić się na poznaniu i ocenieniu możliwości konsol siódmej generacji, tj. PlayStation 3, Xbox 360 i Wii. Mimo długiej historii rozwoju serwis IGN zauważył, że koncepcja Ghosta nadal była żywa, a twórcy mieli nadzieję kiedyś do niej wrócić. Chociaż rozwój gry został zawieszony, to kilka miesięcy później, w listopadzie 2006, została opublikowana powieść Keitha R.A. DeCandido pt. StarCraft Ghost: Nova.
Uzupełnieniem dla pracy Nihilistic Software i Swingin’ Ape Studios był zespół filmowy Blizzarda – pierwotnie utworzony w celu produkcji przerywników filmowych do StarCrafta – który stworzył przerywniki dla kampanii StarCraft Ghost, będące integralną częścią fabuły gry. Zespół, który początkowo składał się z sześciu osób, wzrósł do 25 osób oraz używał nowego sprzętu, oprogramowania oraz technik filmowych do tworzenia wyższej jakości przerywników, niż te, które zostały zaprezentowane w StarCraft i Brood War. 22 sierpnia 2005 roku został opublikowany zwiastun gry, który był efektem pracy zespołu filmowego. Z kolei na BlizzCon 2005 zaprezentowano sześciominutowy „Opening Cinematic”, który w późniejszym czasie został opublikowany w serwisie YouTube.
W związku z tym, że produkcja Ghost została wstrzymana, Blizzard Entertainment sporadycznie przekazywał informacje o tytule. W czerwcu 2007 roku Rob Pardo, jeden z czołowych deweloperów w Blizzardzie, zasugerował, że Ghost upadł, ale firma nadal jest zainteresowana ukończeniem tego tytułu. Później w wywiadzie Pardo stwierdził, że Blizzard był „uparty” w wytrwaniu z Ghostem, ale „nie byli w stanie wykonać [gry] na takim poziomie, jakim by chcieli”. W lutym 2008 na D.I.C.E. Summit prezes Blizzarda Mike Morhaime i Pardo pokazali prezentację na temat historii firmy. Podczas prezentacji została zaprezentowana lista anulowanych gier przez Blizzard, jednak nie uwzględniono na niej Ghosta. Zapytany o to współzałożyciel firmy Frank Pearce stwierdził, że tytuł nigdy nie został „technicznie anulowany” oraz nie był w tym czasie w centrum zainteresowania firmy ze względu na ograniczoną ilość środków na rozwój. W połowie marca 2008 Blizzard stwierdził, że gra nigdy nie została ogłoszona jako anulowana lub martwa. Podczas Blizzard Worldwide Invitational 2008 Rob Pardo powiedział, że gra nie była trafiona i w ten sposób została anulowana. W lipcu 2008 dziennik „The Guardian” poinformował, że ze względów ekonomicznych Blizzard chce po cichu wrócić do StarCraft: Ghost. Z kolei miesiąc później Frank Pearce i Bob Colayco stwierdzili, że wskrzeszenie gry jest „dobrym pomysłem”, jednak wówczas nikt nie pracował nad Ghostem. Natomiast sama firma miała pełne ręce roboty z innymi tytułami. Na BlizzConie 2008 Mike Morhaime powiedział, że gra traciła zasoby produkcyjne w stosunku do World of Warcraft, StarCraft II i Diablo III, więc Blizzard zdecydował, że „teraz nie jest odpowiedni czas” dla StarCraft: Ghost.
Podczas BlizzConu 2009 Chris Metzen powiedział, że Ghost „spoczywa w pokoju”. Jednakże Michael Morhaime zasugerował również, że gra może powrócić, gdy będzie dostępny dla niej zespół deweloperski. W lipcu 2011 Blizzard potwierdził, że StarCraft: Ghost nie był w produkcji z powodów finansowych. Następnie od czasu do czasu zespół deweloperski StarCraft II wspominał, że projekt może zostać kiedyś ukończony. Z kolei w 2011 Morhaime stwierdził, że gra upadła w takim miejscu, w którym nie mogła się udać, natomiast nagły sukces World of Warcraft i jednoczesny rozwój StarCraft II, który zużywał zasoby Blizzarda, doprowadził do dalszego zawieszenia prac nad Ghostem. W 2012 roku też nie odnotowano postępów w produkcji gry – ani nie wyznaczono zespołu deweloperskiego, ani nie była przedmiotem dyskusji, choć Dustin Browder powiedział, że istnieje możliwość, że gra zostanie wskrzeszona w przyszłości. Na PAX East 2013 pracownik Blizzarda Matthew Burger stwierdził, że projekt nadal był wstrzymany, lecz nigdy nie został odwołany, i nie wyklucza się wydania gry pewnego dnia. W marcu 2014 producent Diablo III Alex Mayberry powiedział, że Blizzard bardzo chciałby powrócić do tego projektu.
23 września 2014 w wywiadzie dla serwisu Polygon o anulowaniu MMO nowej generacji „Titan”, Mike Morhaime potwierdził, że StarCraft: Ghost także został ostatecznie anulowany. Wyraził opinię, że była to trudna decyzja, ale konieczna, aby zachować wysoką jakość tworzonych przez studio produkcji. W styczniu 2015 roku gra ponownie została opisana jako „odłożona na czas nieokreślony”. Na BlizzCon 2015 główny producent Tim Morten na pytanie o status Ghosta i możliwość jego wskrzeszenia stwierdził, że nie było żadnych planów dotyczących tego tytułu oraz dodał, że zespół deweloperski „Team 1” skupiał się na grach RTS, głównie StarCraft II.
Pomimo ogłoszeń Blizzarda, wielu dziennikarzy z branży gier komputerowych umieściło Ghosta na liście anulowanych gier i uznało go za vaporware; gra zajęła piąte miejsce w 2005 roku w corocznym „Vaporware Awards” organizowanym przez magazyn Wired News.
Ponadto w lutym 2009 roku Państwowy Urząd Przemysłu i Handlu (SAIC) w Chinach odrzucił wniosek Blizzarda do używania nazwy StarCraft: Ghost jako marki e-sportowej, twierdząc że promuje feudalne przesądy. Spółka odwoływała się do sądu w Pekinie w celu cofnięcia decyzji SAIC, jednak sąd zdecydował, że sprawa nie zostanie rozpatrzona.

## Dziedzictwo

### Licencjonowane wydawnictwa
W 2007 roku Chris Metzen powiedział, że StarCraft: Ghost miał świetną fabułę, która mogłaby zostać opowiedziana w powieściach. Z kolei w 2011 scenarzysta James Waugh stwierdził, że grę można traktować jako sub-serię w sferze fikcji StarCrafta, czego przykładem są powieści i mangi. Według niego historia gry powinna zostać podzielona na „meta-opowieści”, które znalazłyby się w długiej serii produktów. W grudniu 2012 roku scenarzysta Brian Kindregan ogłosił, że fabuła gry StarCraft: Ghost jest niekanoniczna.
W listopadzie 2006 roku została opublikowana powieść StarCraft Ghost: Nova autorstwa Keitha R.A. DeCandido, będąca również prequelem StarCraft: Ghost. Powieść miała zostać wydana razem z grą, jednak jej produkcja została wstrzymana około siedmiu miesięcy wcześniej. Skupiając się na historii Novy, fabuła powieści w dużej mierze miała miejsce w czasie wielkiej wojny, przedstawionej w StarCraft.
W 2008 roku pojawiło się kilka opowieści z serii StarCraft: Frontline, związanych z trzytomową powieścią graficzną StarCraft: Ghost Academy autorstwa Keitha DeCandido i Davida Gerrolda, wydawanej w latach 2010–2011 i opierającej się na przygodach Novy podczas jej szkolenia w akademii duchów. Ghost Academy jest sequelem powieści StarCraft Ghost: Nova, a jej fabuła przypada na jej koniec.
Elementy fabuły StarCraft: Ghost zostały również ujawnione w powieści pt. StarCraft Ghost: Spectre autorstwa Nate’a Kenyona, wydanej 27 września 2011 roku. W niej Nova zostaje wysłana w celu zbadania przypadków porwań duchów.

### StarCraft: GhostwStarCraft II
Część elementów z Ghost znalazła się w StarCraft II. Główny bohater, Nova, pojawia się w dwóch misjach kampanii StarCraft II: Wings of Liberty, w których gracze mają możliwość grania nią lub mogą walczyć przeciwko niej. Pojawia się również na początku kampanii StarCraft II: Heart of the Swarm.
Gabriel Tosh, postać z powieści StarCraft: Ghost Academy, pojawił się na krążowniku „Hyperion” w Wings of Liberty i stanowił połączenie między dwoma liniami fabuły. Fabuła Ghost, zwłaszcza część oscylująca wokół Dominium Terran jest ważnym elementem w StarCraft II. Powróciła również postać Horacego Warfielda, jednak jego wygląd i historia zostały przeprojektowane.
W misjach oferowanych przez Tosha w SCII znalazło się kilka elementów zaczerpniętych z fabuły Ghosta. Pojawił się m.in. „Projekt Ostrze Cienia”, prowadzony przez Gabriela Tosha, który zbuntował się przeciwko Dominium terran. Jednakże wiele z jego widm (ang. spectre) zostało schwytanych i umieszczonych przez Novę w więzieniu w Nowym Folsom. Następnie Tosh zatrudnił Raynora, aby zebrać materiały potrzebne do tworzenia widm: jorium oraz terrazyt. Ostatecznie jednak tajemniczość Tosha zaczyna martwić Raynora, z którym później skontaktowała się Nova, mówiąc mu, że Gabriel i jego widma są psychotyczni i powinien pomóc jej w zamknięciu projektu Tosha. Raynor może wybrać czy pomoże Toshowi, czy Novie.